# Municipio de Paulson
El municipio de Paulson (en inglés: Paulson Township) es un municipio ubicado en el condado de Towner en el estado estadounidense de Dakota del Norte. En el año 2010 tenía una población de 30 habitantes y una densidad poblacional de 0,32 personas por km².

## Geografía
El municipio de Paulson se encuentra ubicado en las coordenadas 48°35′12″N 99°10′5″O / 48.58667, -99.16806. Según la Oficina del Censo de los Estados Unidos, el municipio tiene una superficie total de 93.39 km², de la cual 90,42 km² corresponden a tierra firme y (3,18 %) 2,97 km² es agua.

## Demografía
Según el censo de 2010, había 30 personas residiendo en el municipio de Paulson. La densidad de población era de 0,32 hab./km². De los 30 habitantes, el municipio de Paulson estaba compuesto por el 100 % blancos. Del total de la población el 0 % eran hispanos o latinos de cualquier raza.